# Tierra (saga de la Fundación)
En la Saga de la Fundación, una serie de novelas de ficción de Isaac Asimov, la Tierra es presentada como el centro de la colonización galáctica y como el escenario de un destino trágico e irreversible. La colonización comenzó a inicios del siglo XXI, con la exploración y ocupación de los sistemas estelares cercanos gracias a la invención del motor hiperatómico. Los primeros planetas extra-solares colonizados fueron denominados «Mundos Espaciales». El primero de éstos en ser colonizado por la Tierra en esta primera ola es Aurora; luego vendrán otros, hasta culminar colonizando 50 mundos en total, en el lapso de unos 2 o 3 mil años.
Internamente, los terrícolas desarrollaron, en una primera época, gracias a los aportes de la doctora Susan Calvin y la poderosa empresa fabricante de robots para la que trabaja, una proto-cultura robótica de la cual pronto reniegan por considerarla peligrosa para el desarrollo humano. Los robots son proscritos, pero encuentran aplicación plena en los Mundos Espaciales. Por otro lado, las naciones y estados que pueblan el planeta terminan por unificarse bajo el gobierno mundial de las Naciones Unidas («Robots e Imperio») y sus habitantes llevan el modo de vida urbano hasta los extremos, cavando inmensas oquedades subterráneas en las que sepultan sus ciudades, convirtiéndose en seres agorafóbicos («Bóvedas de acero").
A partir de la novela corta «Madre Tierra», y la más extensa «Bóvedas de acero», Asimov muestra un panorama ominoso para la Tierra, en que ésta termina siendo sojuzgada por sus ex-colonias espaciales, las cuales niegan sus raíces con ella. La razón es la gran diferenciación cultural que se ha venido gestando entre la Tierra y los Mundos Espaciales. La Tierra continuó, pese a sus cavernas subterráneas, con sus modos de vida y formas culturales tradicionales, rechazando el roboticismo y la longevidad que caracteriza a la cultura espacial. En las novelas «Los robots del amanecer» y «Robots e Imperio» la Tierra alcanza un punto límite en el cual casi es destruida por los espaciales, los cuales son liderados por el aurorano Kelden Amadiro, quien ve en la Tierra un peligro mortal para sus planes de colonización galáctica. Por su parte, la Tierra es liderada por el detective Elijah Baley, ayudado por los robots Daneel Olivaw y R. Giskard Reventlov; ambos robots han asumido las ideas del líder aurorano Han Fastolfe, el cual es partidario de una colonización conjunta entre la Tierra y los mundos espaciales. Baley impulsa una segunda ola colonizadora encabezada por su propio hijo Bentley, la cual coloniza el primer mundo ocupado por la Humanidad desde varios siglos: Baleyworld.
En «Robots e Imperio» la Tierra es presentada en pleno proceso de expansión colonizadora, compitiendo de igual a igual con los Mundos Espaciales. Pero, al final, ocurre un hecho que trastoca profundamente el destino del planeta. El robot Giskard Reventlov, poseedor de poderes telepáticos, decide, sin consultar con los humanos, permitir que Amadiro, y su cómplice espacial, Mandamus, induzcan un estado artificial de progresiva radiactividad de la corteza terrestre. La razón de esta aparente insensatez es que la Tierra le parece a Giskard un mundo anómalo que influye negativamente en los colonos, pues es considerada un ícono sagrado que entorpece el esfuerzo colonizador, ralentizándolo. En el proceso, Giskard queda desactivado ya que no tiene la plena seguridad de que su acción se ajusta a la Ley Cero (que sostiene que un robot debe impedir que la Humanidad en conjunto sufra daño, teniendo preeminencia sobre las otras tres leyes), inventada por él y Daneel Olivaw.
Daneel queda a cargo de la protección de la Tierra y de la supervisión de la evacuación de sus habitantes, los cuales, en un lapso de uno o dos siglos, en la medida que aumentaba la radiactividad de la corteza, debieron desparramarse apresuradamente por el cosmos en busca de nuevos mundos. Esta evacuación a gran escala fue denominada por el autor David Brin, en «El triunfo de la Fundación», como la «Gran Diáspora».  David Brin especuló acerca de lo dificultoso y traumático que debió ser la evacuación de miles de millones de personas en tan poco tiempo.
En unos 10.000 años aproximadamente, los colonos, descendientes de los terrícolas, terminaron por ocupar la Galaxia completamente. La Tierra progresivamente fue quedando despoblada; su población remanente se apiñó en pequeños centros urbanos ubicados en aquellas áreas en que la radiactividad era aún baja; Asimov describe en detalle el lúgubre aspecto de la Tierra radiactiva, llena de regiones cercadas que proyectaban en la noche una fosforecencia azul. El centro urbano más importante es Chica («Un guijarro en el cielo»), ubicado sobre los restos de la antigua Chicago. La capital es Washen, que corresponde al antiguo Washington. El mayor enemigo de los terrícolas es su suelo radiactivo, por lo que muchos de ellos suelen desempeñarse en misiones en el espacio profundo como analistas(«Las corrientes del espacio»). La falta de superficie habitable y recursos hará que su población llegue a extremos increíbles, como por ejemplo la práctica obligatoria de la eutanasia sobre los ancianos(la Ley de los sesenta). Los terrícolas sobrevivientes se vuelven xenófobos y terminan odiando a la Galaxia de la que creen que les ha dado vuelta la espalda. El recuerdo de la Tierra como el planeta de origen de la especie humana se fue perdiendo gradualmente de la conciencia del resto de la humanidad mientras coloniza la Galaxia. La xenofobia y sus abominables prácticas sociales disgustan sobremanera a los restantes mundos que conocen la situación de la Tierra y alimenta el desprecio hacia los terrícolas.
Hacia el 15.000 ó 20.000 d.C. la Tierra entra en la órbita del Imperio Galáctico creado por Trántor, convirtiéndose en un mundo rebelde frente a la autoridad imperial y que sueña con recuperar el sitial que cree que le corresponde por derecho. Trántor posee sobre los montes Himalaya una gran base desde de la que el gobernador imperial controla a la Tierra. Sus dirigentes, hacia el 827 E.G. (Era Galáctica), intentan rebelarse contra el Imperio, tratando de propagar una infección biológica entre los mundos restantes. Este intento es frustrado por la acción de Joseph Schwartz, un terrícola que es transportado en el tiempo por un accidente de laboratorio desde su lejano pasado en el Chicago del siglo XX hasta la Chica de la época imperial.
El Imperio, tratando de congraciarse con la Tierra, manejado en las sombras por R. Daneel Olivaw, intentó el reciclado del suelo radiactivo del planeta, pero fracasó. Al aumentar la radiactividad, Daneel transportó los últimos restos de su población a Alfa Centauri, a un mundo acuático llamado Nueva Tierra. No obstante, David Brin, en su novela el «Triunfo de la Fundación», sitúa a la Tierra como el escenario de la última aventura de Hari Seldon, y la cual es habitada por algunas famélicas tribus en estado prehistórico y que se aferran tenazmente a su triste suelo contaminado.
Daneel Olivaw y sus robots sirvientes se encargan de borrar las huellas de la ubicación de la Tierra, pues en la cercana Luna el robot posee una gran base desde la que opera. A partir de ahí la Tierra se transforma en un mito y en un objeto de investigación arqueológica en los últimos tiempos del Imperio Galáctico. La Tierra da pie a la llamada «Pregunta Origen», en la cual los historiadores y arqueólogos imperiales opinan acerca de los inicios de la especie humana. Finalmente, el Emperador Cleón II prohibió por decreto tales investigaciones, por considerar que eran «especulación caduca e improductiva que minaba la adhesión del pueblo por el trono de Su Majestad».
Después de la caída de Trántor y la conversión de la Primera Fundación de Hari Seldon en una superpotencia galáctica(en torno al 500 de la Era de la Fundación ésta abarcaba un tercio de la Galaxia, ya en vía a convertirse en el Segundo Imperio Galáctico), la Tierra es buscada con ahínco por Golan Trevize y Janov Pelorat, los cuales creen en un primer momento que es la sede de la Segunda Fundación; en este fin descubren el planeta Gaia, sede de la nueva cultura telepática creada por Daneel Olivaw. Posteriormente, Trevize se lanzará nuevamente en su búsqueda, pues cree que en el planeta encontrará las claves de la trascendental decisión que tomó entre los futuros alternativos que se le presentaron, vale decir, por el plan Gaia-Galaxia de Daneel Olivaw. En una larga odisea espacial Trevize, Pelorat y su compañera Bliss, descubren finalmente el paradero de la Tierra. Se decepcionan al comprobar la intensa radiactividad del viejo planeta. En la Luna encuentran, finalmente, a Daneel, el cual les revela los motivos reales del viaje de Trevize.